# Plagiostropha
Plagiostropha é um gênero de gastrópodes pertencente a família Drilliidae.

## Espécies
- Plagiostropha alboscala Chino & Stahlschmidt, 2020
- Plagiostropha bicolor Chino & Stahlschmidt, 2010
- Plagiostropha brevifusca Chino & Stahlschmidt, 2020
- Plagiostropha caledoniensis (Wells, 1995)[2]
- Plagiostropha chrysotincta Chino & Stahlschmidt, 2020
- Plagiostropha costata (Wells, 1995)[3]
- Plagiostropha decapitata Chino & Stahlschmidt, 2020
- Plagiostropha flexus (Shuto, 1983)[4]
- Plagiostropha hexagona (Wells, 1995)[5]
- Plagiostropha opalus (Reeve, 1845)
- Plagiostropha quintuplex Melvill, 1927
- Plagiostropha roseopinna Chino & Stahlschmidt, 2010
- Plagiostropha rubrifaba Chino & Stahlschmidt, 2010
- Plagiostropha sinecosta Wells, 1991[6]
- Plagiostropha vertigomaeniana Chino & Stahlschmidt, 2010

Espécies trazidas para a sinonímia
- Plagiostropha gibberula (Hervier, 1896): sinônimo de Drillia gibberulus (Hervier, 1896)
- Plagiostropha turrita Wells, 1995: sinônimo de Splendrillia turrita (Wells, 1995)